# Michel Colombe
Michel Colombe (* kolem roku 1430 Bourges – 1513 Bourges) byl francouzský sochař pozdní gotiky a rané renesance. Byl aktivní za vlády Karla VIII. a Ludvíka XII.

## Život a dílo
Michel Colombe byl synem Guillemette a Philippa Colombe († 1457), sochaře, který v roce 1416 vytvořil hrobku pro Jeana de Brosse v kostele Notre-Dame d'Huriel. Měl bratra – iluminátora Jeana Colombe (cca 1430–1493) a sestru Jeanne Colombe. Jeho tovaryš, spolupracovník a zeť Guillaume Regnault (kolem 1450–1532) se postupně oženil s Louise, dcerou Jeana a později s Marií de Pommiers, dcerou Jeanne.
Mládí strávil v Berry, kde se vyškolil u svého otce sochaře Philippa Colombe a získal první zakázky v Bourges a možná i v gotickém Paláci Jacques-Coeur. Byl obeznámen s burgundským sochařstvím i dílem Clause Slutera a jako jeden z prvních vstřebal podněty italské renesance. Roku 1462 u něj Jean de Bar, komorník krále Ludvíka XI. a soudní vykonavatel v Touraine, objednal pět soch apoštolů pro kapli hradu Baugy (Cher). Žádné z jeho raných děl se nezachovalo, hrad Baugy byl zcela zničen roku 1653. Je pravděpodobné, že poté se prostřednictvím svého sponzora dostal k zakázce na královskou hrobku v kostele Notre-Dame de Cléry. Roku 1474 obdržel platbu za model hrobky krále Ludvíka XI., ale král nakonec vybral návrh malíře Colina d'Amiens (iluminátor „Maître de Coëtivy“).
V roce 1484 pracoval v Moulins spolu s Jeanem de Rouen na přípravě uvítací výzdoby pro manželku vévody Jana II. Bourbonského Catherine d'Armagnac. Jeho žákem v Moulins byl sochař Jean Guilhomet, zvaný Jean de Chartres, který se později stal osobním sochařem princezny Anny Francouzské.
V roce 1487 ho písař v Bourges, od kterého Colombe objednal knihu hodinek, uvádí jako nejvyššího sochaře francouzského království. Roku 1489 pracoval na hrobce krále Ludvíka XI., podle návrhu Jeana Fouqueta z roku 1484. V roce 1496 se Michel Colombe usadil u královského dvora v Tours, kde sídlili vysocí důstojníci, úředníci a bankéři. Jeho dílna dostala zakázku na sochařskou výzdobu pohřební kaple Karla VIII. v opatství Saint-Pierre de Solesmes. Roku 1500 navrhl medaili na počest příchodu krále Ludvíka XII. do Tours (zhotovil zlatník Jean Chapillon) a 1502 sochu Smrt Pany Marie pro kostel Saint-Saturnin.
Roku 1507 vytvořil pro katedrálu v Nantes alabastrovou sochu tamního biskupa Guillaume Guéguena a mramorový náhrobek bretaňského vévody Françoise II. a jeho manželky Marguerite de Foix podle návrhu malíře Jeana Pérreala z roku 1499. Náhrobek byl roku 1792 rozebrán a zakopán do země a unikl tak zničení za Velké francouzské revoluce. Colombe byl pravděpodobně také autorem ležících postav na náhrobku synů Karla VIII. v Basilique Saint-Martin de Tours (nyní v katedrále v Tours). Dekoraci obou náhrobků provedl italský sochař Girolamo da Fiesole (Jérôme de Fiesole).
Roku 1508 Colombe vytesal na objednávku biskupa a papežského legáta Georgese d'Amboise první francouzské renesanční sochařské dílo – reliéfní obraz se sv. Jiřím pro horní kapli hradu Gaillon (nyní v Musée Louvre). Pro Georgese d'Amboise pracovala řada italských umělců, včetně následovníka Leonarda da Vinci, Andrey Solario. Rám s renesančním ornamentem je dílem italského sochaře Girolama Pacchiarotti.
Roku 1511 podepsal smlouvu na výzdobu mauzolea Filiberta II. Savojského v Saint-Nicolas-de-Tolentin de Brou podle návrhu Jeana Pérreala, kterou zadala Markéta Habsburská. Následujícího roku navrhl místo sebe jako sochaře svého zetě Guillaume Regnaulta. Po odstoupení Jeana Pérreala se vévodkyně Markéta rozhodla pro modernější řešení a zakázku získali Jean de Bruxelles (Jan van Roome) a Conrad Meit.
Roku 1514 vytvořil pro abatyši Antoinette de Moustiers z opatství Notre-Dame de Jouarre sousoší Ukládání Krista do hrobu se sedmi postavami.
Michel Colombe zemřel ve věku 85 let, před 15. listopadem 1515, kdy dílnu převzal jeho žák a spolupracovník Guillaume Regnault. Je považován za nejvýznamnějšího pozdně gotického sochaře ve Francii. Jeho dílo se vyznačuje klidnou formou a perfektním zpracováním. Jeho nejrozsáhlejším dochovaným dílem je náhrobek bretaňského vévody Françoise II a jeho manželky Marguerite de Foix. Zatímco ležící figury jsou ještě tradiční, pak čtyři stojící alegorické postavy ctností v rozích hrobky, navržené Perréalem a inspirované italskými vzory, se vyznačují individualizací tváří a živostí. Vyvážená struktura a až koketní elegance oděvu s hladkými a bohatými záhyby je virtuózní sochařskou prací v mramoru. Stejnou kvalitou a citlivostí, kterou Colombe vložil do těchto postav, se vyznačují také další části náhrobku: figurky truchlících na základně a sošky apoštolů a světců ve výklencích.
Další Colombova díla, která se nedochovala, ale existují o nich záznamy: sochy apoštolů pro kapli hradu Baugy, Kristus na kříži obklopený Pannou, Svatým Janem a Marií Magdalenou (mramor) pro klášter karmelitánů v Nantes (zničen za Francouzské revoluce), skupina sedmi soch Ukládání Krista do hrobu pro kostel Saint-Sauveur v La Rochelle (zničeno protestanty 1568).

### Známá díla

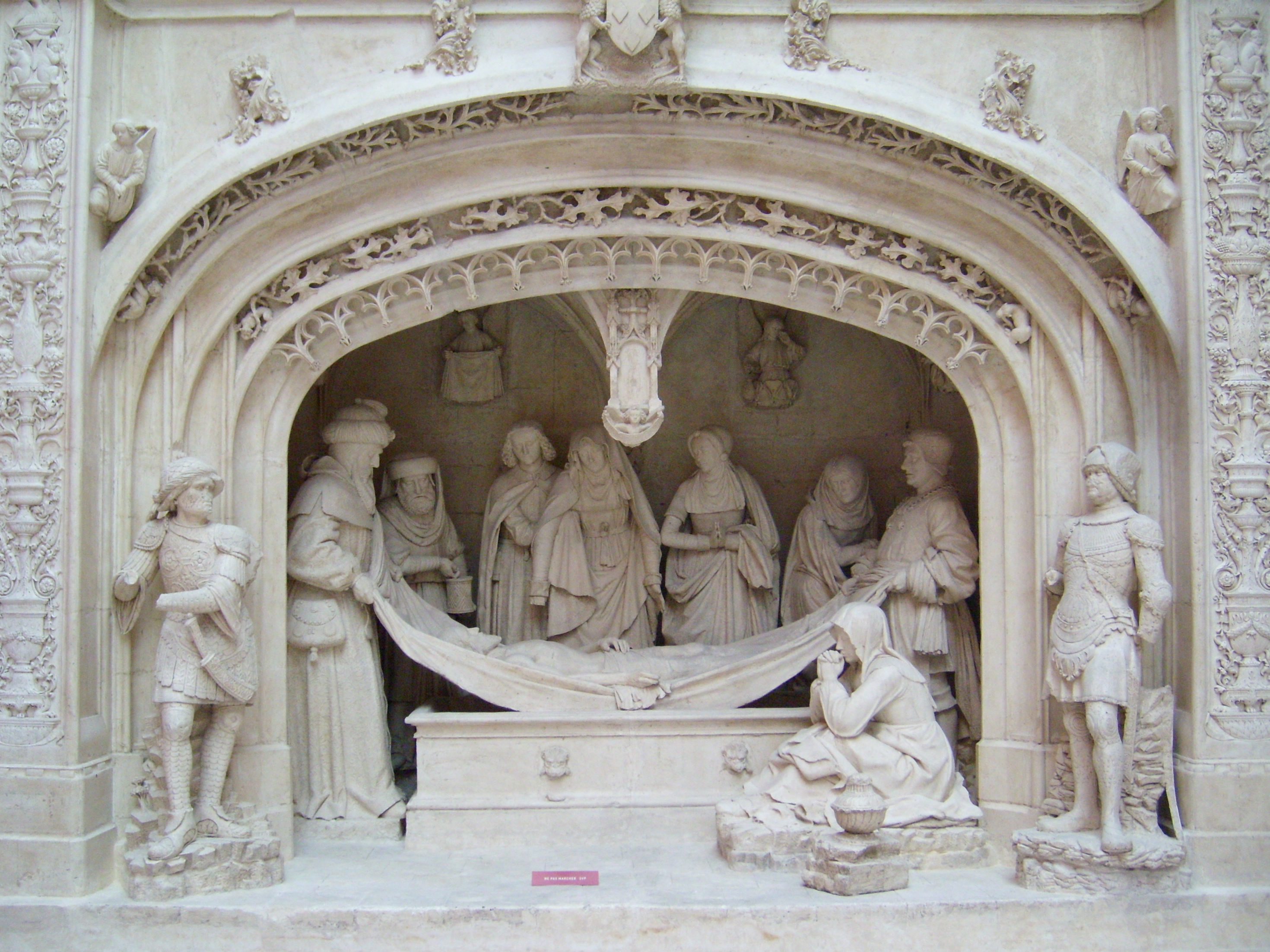
Ukládání Krista do hrobu (1496), opatství Saint-Pierre de Solesmes
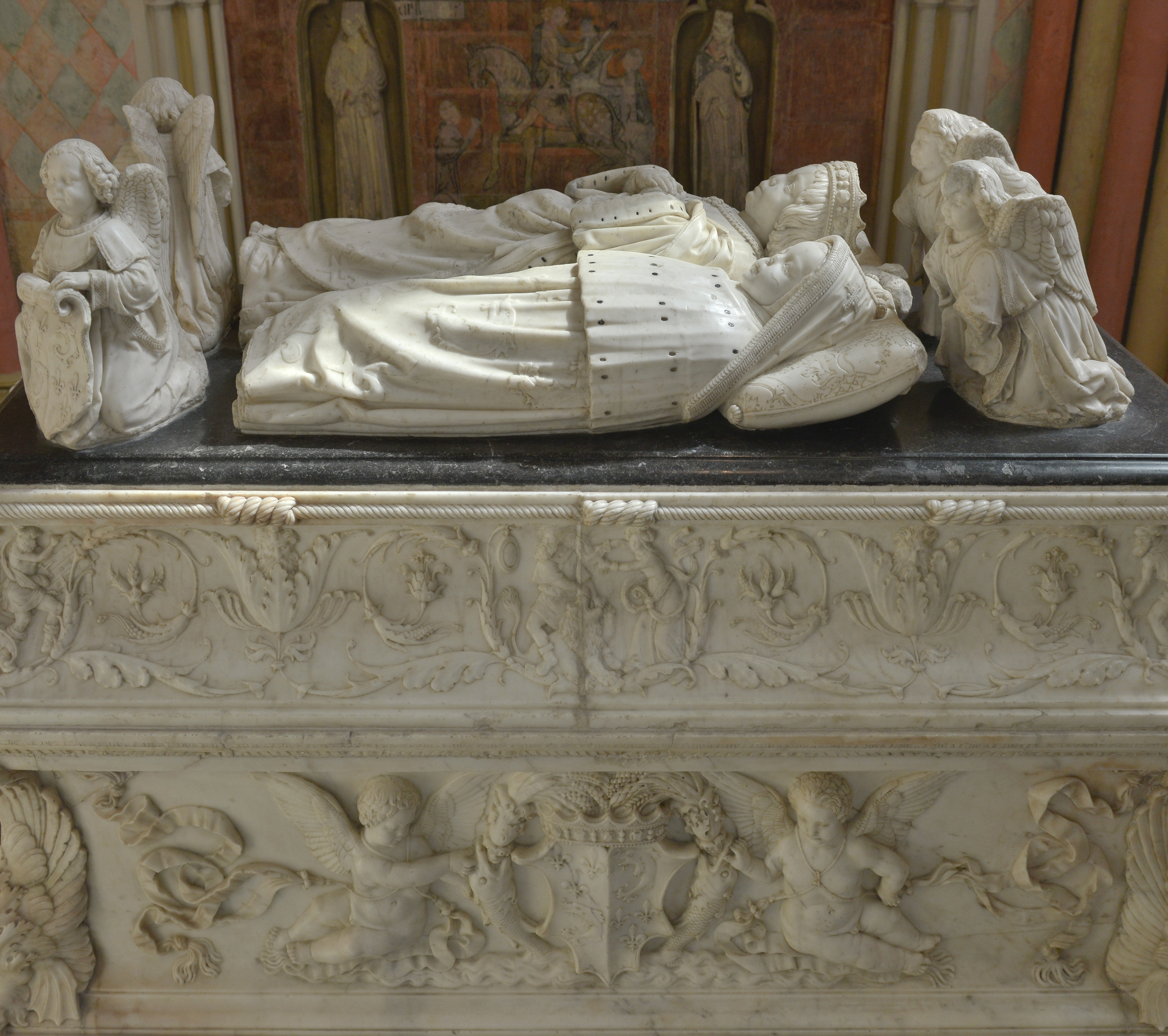
náhrobek synů Karla VIII., kteří zemřeli jako malé děti po porodu a ve 3 letech
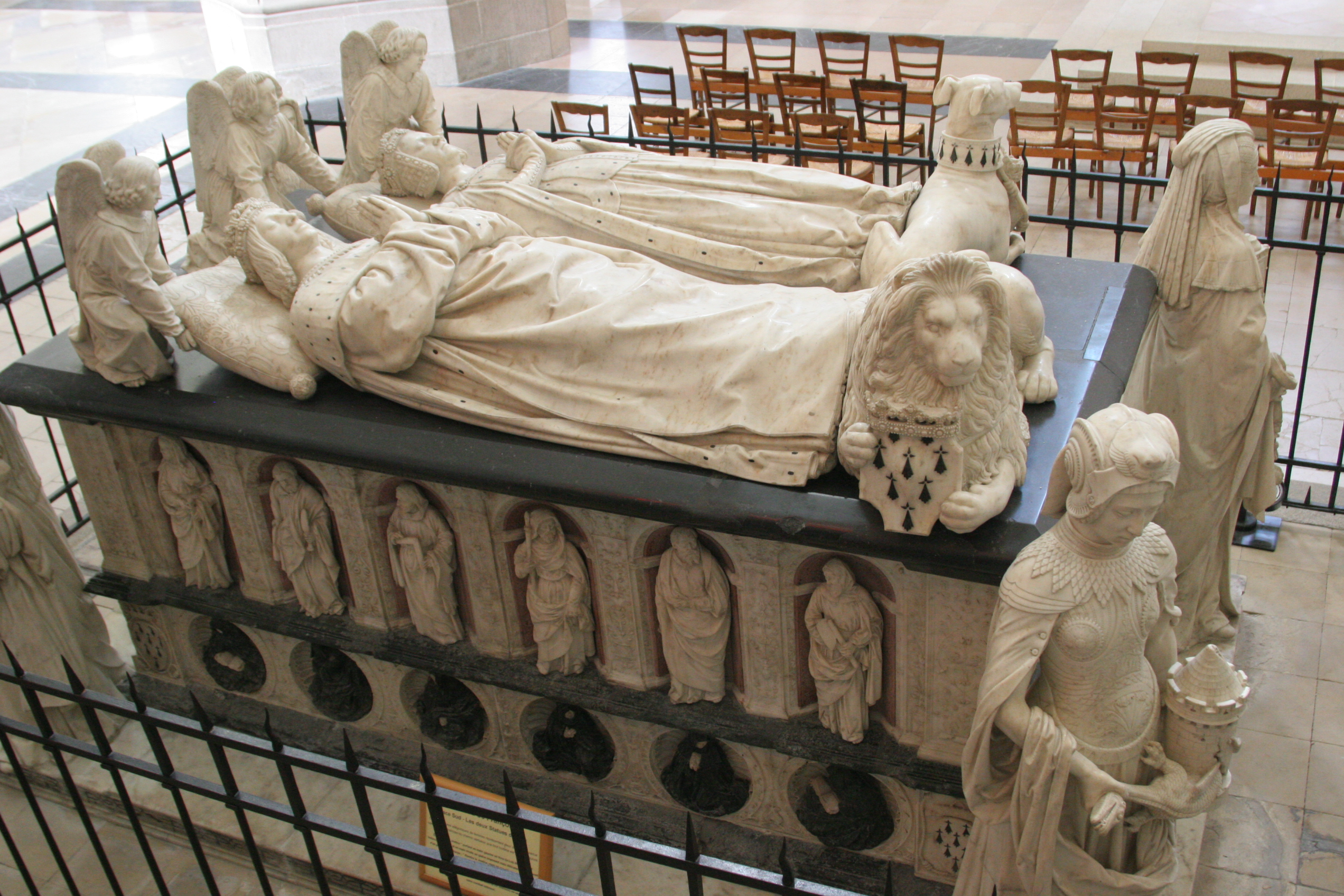
náhrobek bretaňského vévody Françoise II a jeho manželky Marguerite de Foix
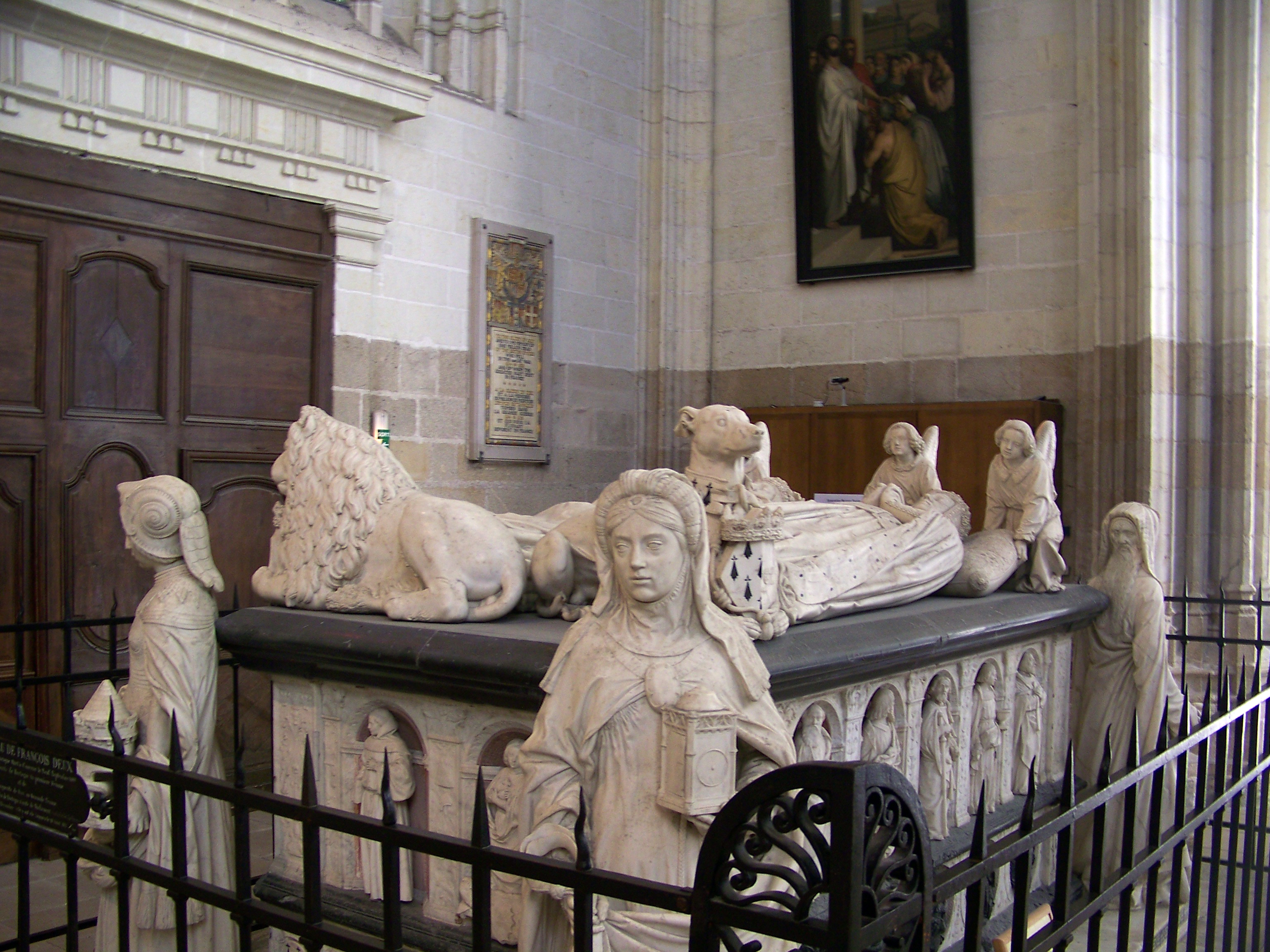
náhrobek bretaňského vévody Françoise II a jeho manželky Marguerite de Foix
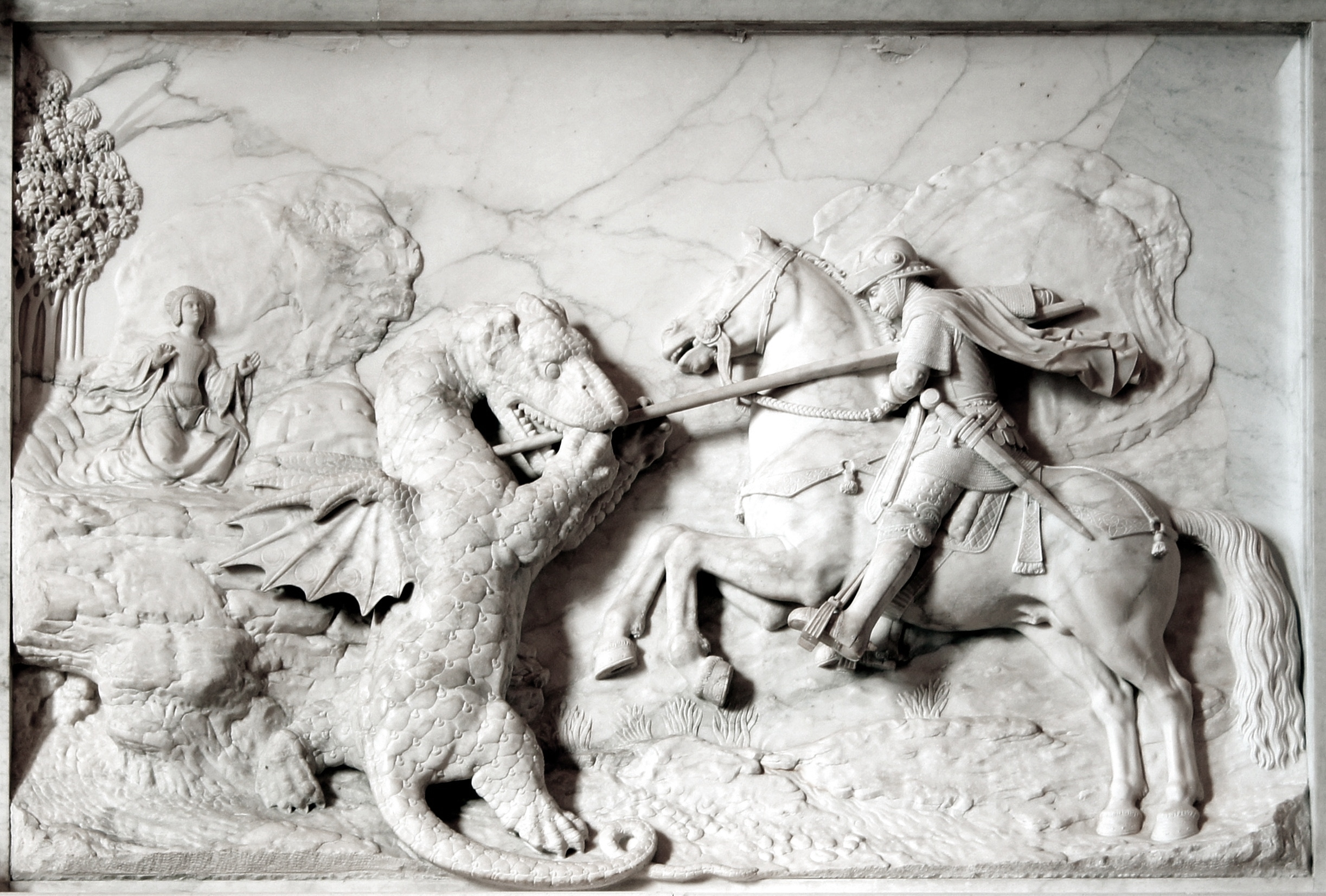
Sv. Jiří zabíjející draka (1508), Musée Louvre